# 公共领域
公共领域（英語：public sphere）是一个哲学及社会学概念，指介于国家和社会之间的公共空间，公民可以在这个空间内自由参与公共事务而不受干涉。此概念源自1950年代政治哲学家汉娜·阿伦特提出的“public realm”概念，隨後由德国学者尤尔根·哈贝马斯在其1962出版的《公共领域的结构转型》一书中正式提出並作了充分阐释，产生了广泛影响。
與公共领域在字面上容易混淆的一个词语是“公有领域”，系著作權法术语，指作品、發明等知识财产不为任何个人或团体所有。